# Ludwik Masłowski (entomolog)
Ludwik Masłowski (ur. 18 listopada 1895 w Zawierciu, zm. w 1940) – polski bankowiec i entomolog-amator.

## Życiorys
W 1913 ukończył kielecką Szkołę Handlową, a następnie wyjechał do Antwerpii, gdzie rozpoczął studia w Akademii Handlowej. Po wybuchu I wojny światowej przerwał naukę. Od 1918 kontynuował studia w Wyższej Szkole Handlowej w Krakowie i ukończył je w 1920. Powrócił do Zawiercia i rozpoczął pracę w banku, a następnie objął stanowisko dyrektora tamtejszego oddziału Pocztowej Kasy Oszczędności. W 1940 został aresztowany i zaginął. Prawdopodobnie został rozstrzelany w egzekucji wykonanej przez Niemców.

## Entomologia
Z wykształcenia był ekonomistą, ale od dzieciństwa pasjonował się entomologią, razem z młodszym bratem, Marianem, kolekcjonowali i opracowywali naukowo okazy motyli i ptaków, występujących w okolicach Zawiercia. Owocem tych badań były publikacje zawierające wnioski w prowadzonych badań, do najważniejszych należą trzyczęściowa praca Motyle okolic Zawiercia i Nowe odmiany motyli większych Macrolepidoptera. Entomologicznym nauczycielem i mentorem braci był Juliusz Isaak. Po śmierci Mariana w 1945 rodzina przekazała zgromadzone zbiory do Muzeum Zoologicznego w Warszawie.